# Landschulheim am Solling

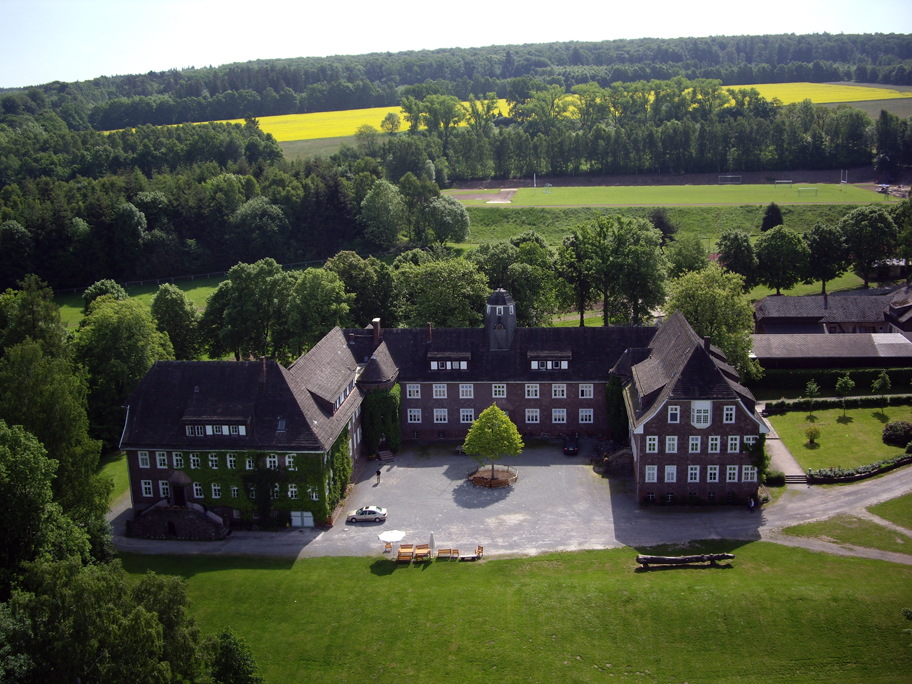
Casa baja

El Landschulheim am Solling, también llamado Internat am Solling o LSH es un internado alemán privado reconocido oficialmente como Gymnasium. El LSH pertenece a la Unión de "Landerziehungsheime" como a los colegios del Club de Roma y forma parte de la Unión de Escuelas Asociadas de la UNESCO. El colegio cuenta actualmente con aprox. 250 alumnos y 50 profesores. Está situado en Holzminden, una pequeña ciudad en la cercanía de Gotinga y Hanóver. El internado consta de cinco edificios, situados en un área de 50 hectáreas, en el parque nacional Solling. Tradicionalmente la comunidad escolar del LSH es muy internacional y desde el principio ha sido frecuentado sobre todo por alumnos de España y Latinoamérica.

## Historia
El LSH fue fundado en 1909 por cuatro profesores que trabajaban en un internado dirigido por el representante principal de la pedagogía libertaria Hermann Lietz. Una propia agricultura y unos talleres formaban parte del concepto del nuevo Landschulheim en el principio. En contra del concepto de Hermann Lietz, continuaban siendo las clases lo más importante en el internado. Bajo la directiva de Alfred Kramer y a partir de 1918 bajo la directiva de Theophil Lehmann, se formó un propio modelo educativo al cual siguieron otros internados. Luego de la Primera Guerra Mundial se inició la coeducación. En los años cincuenta y sesenta, el director Hans-Walter Erbe fomentó la autogestión estudiantil. A partir de 1968, bajo la dirección de Eberhard Lehmann, el Landschulheim también se acopló a las nuevas formas de enseñanza provocadas por el movimiento del 68 Ya desde siempre, el LSH se ha dedicado a unir las formas de enseñanza progresistas con las tradiciones del internado.

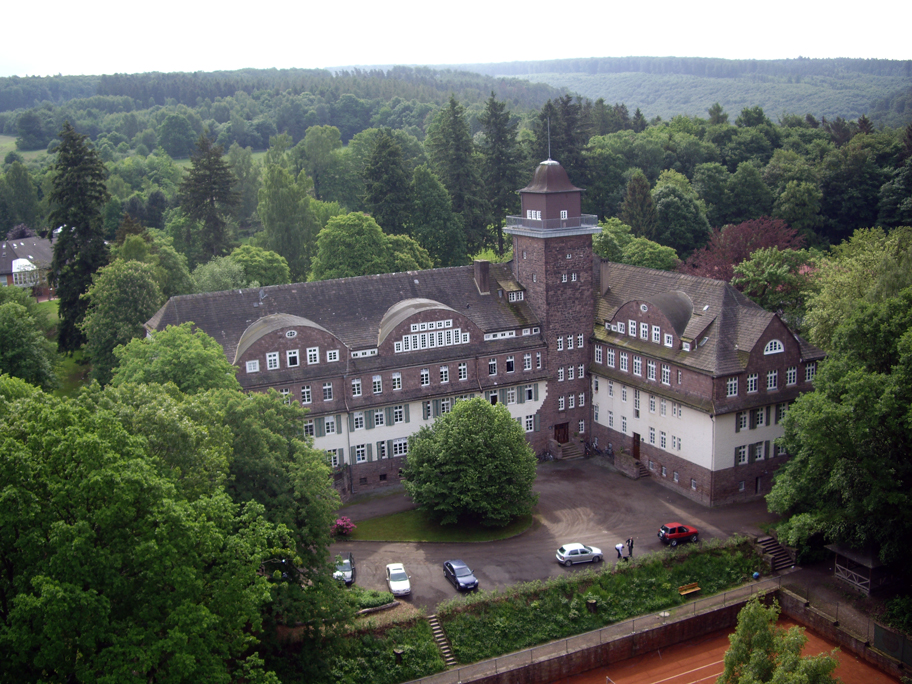
Casa alta

## El LSH hoy
Además de los deportes, talleres de arte, música y artesanía, métodos innovadores de enseñanza y una vida escolar bien organizada, ayudan al Landschulheim am Solling a ocupar un puesto entre las 20 mejores escuelas de Alemania. 

### El concepto
La educación en el LSH se basa en la certeza de que el hombre es la unidad de "cabeza, corazón y mano de obra". 
Se enseña competencias con el fin de despertar la alegría por el conocimiento. 
Los jóvenes aprenden en el LSH a realizarse con sentido de responsabilidad hacia la comunidad. Importantes son los valores como la disposición a la ayuda, la consideración, responsabilidad, tolerancia y acción autodeterminada. La confianza mutua forma la base de nuestra comunidad.

### La enseñanza
Después de asistir las clases 5 a 12 se termina la carrera escolar en el LSH con el bachillerato alemán.
El LSH ofrece los cinco perfiles de educación secundaria del sistema alemán, entre los cuales hay que elegir para las últimas clases 11 y 12. Los perfiles tienen diferentes focos: ciencias, deportes, artes, lenguas y ciencias sociales.
Las clases y los cursos superiores son muy pequeños y comprometidos maestros ofrecen variadas asignaturas y proyectos extraordinarios. Grupos de trabajo y talleres permiten a los alumnos a descubrir sus propios talentos. Pueden asistir el nuevo "Centro de Aprendizaje" donde se encuentran una biblioteca y cuartos apartes para poder estudiar tranquilamente, como también ordenadores y una videoteca. Si es necesario, se organizan clases de repaso individuales.
Además de los temas tradicionales, hay asignaturas especiales en las clases 7 a 9, en las cuales se enseñan conocimientos básicos y habilidades para estar preparado para las clases superiores. Estas pueden ser p.ej. "Informática", "Pensamiento Analítico", "Retórica" o "Redacción y Textos". Además, existen para las clases medias "clases de afición". Los alumnos pueden elegir aquí libremente entre temas como "Economía y Política", "Arte, Música y Juego Dramático" o también "Ciencia y Tecnología". Los cursos incluyen, entre otros, caza, hacer el carnet internacional de navegación marítima, grafiti, paseos a caballo, los Derechos Humanos y Unesco Patrimonio de la Humanidad.
En las clases superiores los alumnos comienzan a orientarse en la vida profesional. El internado ofrece primeros contactos con el mundo del trabajo. Las prácticas preprofesionales les ofrecen a los alumnos la oportunidad de asumir la responsabilidad de su propio aprendizaje, y a aceptar e incluso solucionar los problemas de la vida cotidiana o la vida profesional. Hay seminarios de retórica, presentación y gestión del tiempo.

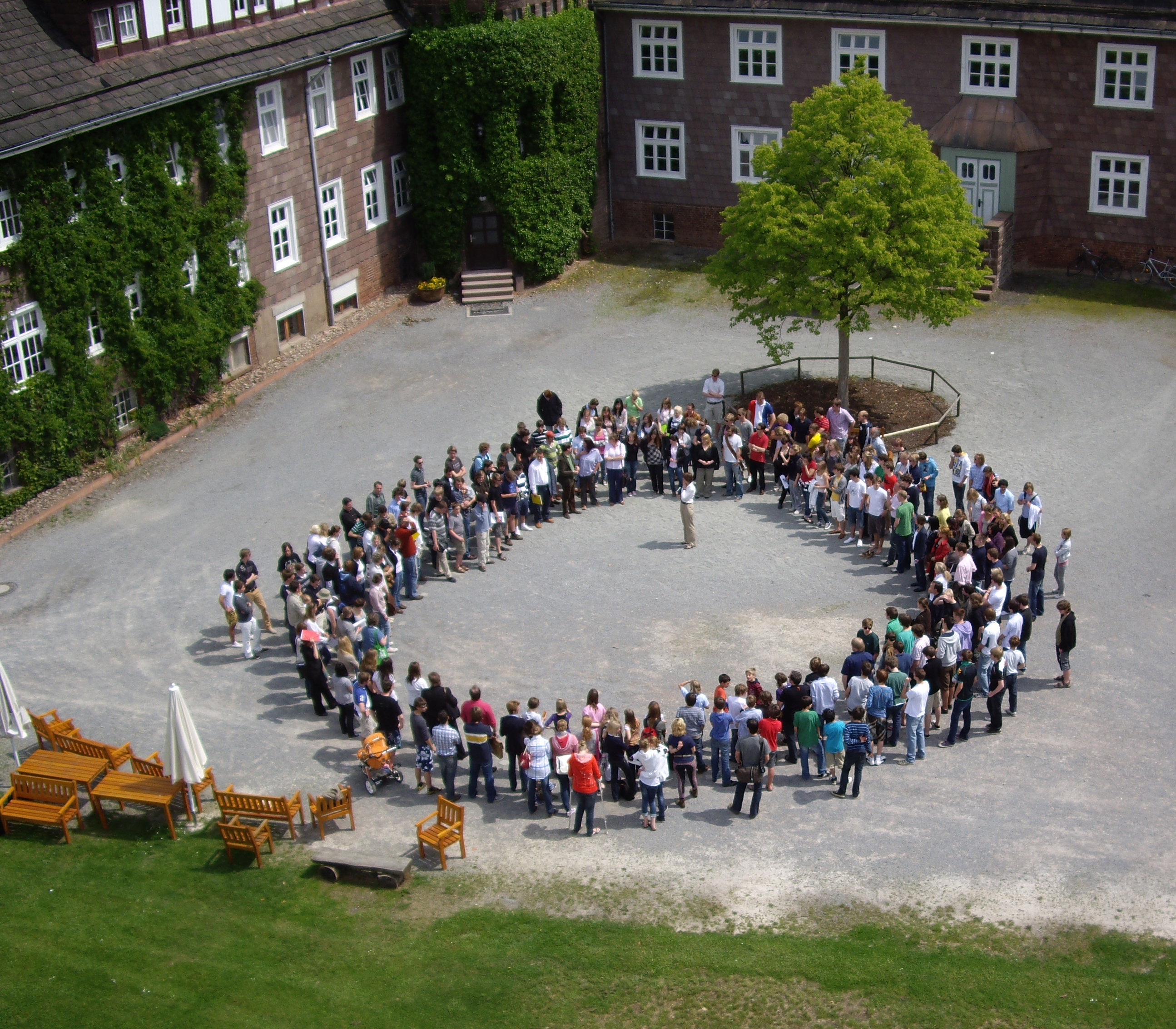
La asamblea diaria.

### La vida cotidiana
Los alumnos viven en grupos de 6 a 14 alumnos en habitaciones simples o dobles puerta a puerta con sus profesores con los cuales pasan las clases y su tiempo libre. 
Alumnos de varias naciones son bienvenidos en el Landschulheim am Solling, especialmente de los países de habla hispana. La competencia intercultural es uno de los principales objetivos de la educación escolar, ya que el internado cuenta como miembro del proyecto de Escuelas Asociadas de la UNESCO.
Faltan mencionar las habilidades sociales que permite experimentar a cada uno de los 200 jóvenes dentro de la comunidad con unos 45 docentes y 55 empleados en la artesanía, economía doméstica y de gestión. El apego a la escuela se refleja en la reunión anual de exalumnos en octubre.